# Romano Mussolini
Romano Bruno Mussolini, född 26 september 1927 i Forlì, Emilia-Romagna, död 3 februari 2006 i Rom, Lazio, var en italiensk jazzmusiker (pianist) och kompositör. Han var fjärde barn till Benito Mussolini och dennes maka Rachele Guidi.
Romano Mussolinis intresse för jazzmusik väcktes redan under kriget genom amerikanska skivinspelningar som han fick tag på genom en av sina bröder. Efter faderns tillfångatagande och avrättning 1945 skickades Romano Mussolini, hans mor och syster i inre exil till ön Ischia. Under en sjukdomsperiod där lärde han sig själv att spela piano och dragspel, stilistiskt inspirerad av bland annat George Shearing och, senare, André Previn. Romano Mussolini flyttade så småningom tillbaka till Rom där han periodvis levde i fattigdom och för sin försörjning arbetade i trävarubranschen. Han började dock parallellt göra sig en karriär som musiker (inledningsvis under det tagna namnet "Romano Full"), bland annat vid jazzfestivalen i San Remo 1956. Han turnerade i Italien med den svenske saxofonisten Lars Gullin sommaren 1959, och uppträdde även med bland annat Dizzy Gillespie, Duke Ellington och Chet Baker; Bakers kommentar då han först presenterades för Mussolini var "Oh yeah, man, it was a drag about your dad".
Romano Mussolini var återhållsam med uppgifter om relationen till fadern, men tog under sina senare levnadsår upp ämnet i flera självbiografiska böcker, bland annat Il Duce, mio padre ("Il Duce, min far", 2004). Han var 1962–1976 gift med Maria Scicolone, syster till Sophia Loren. De fick dottern Alessandra Mussolini, sedermera politiker. I sitt andra äktenskap var han gift med skådespelaren Carla Maria Puccini.